# 袋一平
袋一平（ふくろ いっぺい、1897年10月17日 - 1971年7月2日）は、日本の翻訳家、映画評論家。
東京生まれ。1915年(大正4年)工手学校(工学院大学)化学学科卒業(第12回特待生)。 1922年東京外国語学校ロシア語科卒。ロシア語の和訳を専門とした。またソ連映画の研究家、日本山岳会会員。

## 翻訳業
翻訳対象はフィクションとノンフィクションの両分野にまたがる。
フィクションではアントン・チェーホフやマクシム・ゴーリキーなど近代ロシア文学もあるが、むしろ現代の小説やヴィタリー・ビアンキなど児童向け作品の翻訳が主体である。
またアレクサンドル・ベリャーエフ、ゲオルギー・グレーウィッチらの作品を初めて邦訳するなど、ロシア（ソ連）SFの日本紹介に関して先駆的な役割を果たした。
ノンフィクションでは、ミハイル・イリンなどによる（主に児童向けの）科学啓蒙書や、ソ連関係・登山関係・映画関係の図書が多い。
最初の訳書はおそらくV・ヴェレサーエフ作『医者の記録』（南宋書院）で、1927年（昭和2年）に出版された。以降、大戦をまたぐ20年ほどの期間に10冊程の訳書を刊行。続く20年間（1950年代・60年代）には約100冊の書籍を翻訳した。晩年（1970年代前半）にも数冊の訳書がある。

## その他の活動
ソ連映画の研究家であると同時に、1928年からはソ連映画の輸入と配給に携わり、1930年には映画輸入の交渉と日本映画に関する講演会のためソ連を旅行してフセヴォロド・プドフキンなどの映画人と面会し1931年に帰国した。その際に持ち帰ったソ連映画の貴重なポスターは現在東京国立近代美術館フィルムセンターで保存されている（2009年に同センターよりカタログが発行された）。また、この時公開された『何が彼女をさうさせたか』のフィルムは、ソ連の事情に合わせてラストシーンなどがカットされ、ロシア語字幕が挿入されていたものの、オリジナルのフィルムが火災により失われたため、本作の現存する唯一のプリントとして復元の素材となった。
映画研究についてはロシア語資料を訳すだけでなく戦前にはオリジナルの研究書を著している（下記）。日本山岳会の会員でもあり、訳書にもその志向が反映されているほか、横浜登山会の遠征記『カフカズの山旅』（下記）編集に携わるなどしている。

## 著書
- 『ソヴエート・ロシヤ映画の旅』（往来社） 1931年
- 『露西亜映画史略』（往来社） 1932年
- 『霧氷圏』（岡倉書房） 1939年
- 『ソビエトの人工衛星・宇宙旅行』（金光不二夫, 岸田純之助共編訳、三一書房） 1957年
- 『ツィオルコフスキー: 宇宙開発の父』（左近義親共著、武部本一郎挿絵、岩崎書店） 1962年
- 『カフカズの山旅 - 日本グルジア友好交流登山の記録』（あかね書房） 1968年
編集。本文は石井修一、杉山敬弘、羽生哲夫ほか著。「序」と「解説」のみ袋一平著。

この他に、共同編集の本、短編の著作（ノンフィクション類）を収録した本が多少ある。

## 翻訳

### 小説
- 『ゴーリキイ全集2 - 憂鬱・他十篇』（ゴーリキイ、改造社） 1931年
- 『生まれ故郷で』（チェホフ、角川書店） 1951年
- 『襲来』（レオニード・レオーノフ、早川書房） 1953年
- 『いかに鋼鉄は鍛えられたか』（オストロフスキー、角川書店） 1958年
- 『白の奇跡』（ニコライ・チーホノフ、東京創元社） 1958年
- 『宇宙翔けるもの - 現代ソビエトSF短編集1』（早川書房編集部、早川書房） 1963年
- 『宇宙パイロット』（ゲオルギー・グレーウィッチ、岩崎書店） 1967年
- 『泰平ヨンの航星日記』（スタニスラフ・レム、早川書房） 1967年
- 『世界SF全集8 ベリャーエフ』（A・ベリャーエフ、早川書房） 1969年
収録作：「ドウエル教授の首」、「無への跳躍」
- 『旅順口』（上・中・下）（A・S・ステパーノフ、新時代社） 1972 - 1973年（袋正と共訳）
- 『虎皮の騎士』（ルスタヴェリ、理論社） 1972年　のち『虎の皮を着た勇士』（講談社） 1975年

### ノンフィクション
- 『人間の歴史』（ミハイル・イリン、岩波書店） 1959年
- 『映画製作法講座』（レフ・クレショフ、早川書房） 1954年
- 『L.V.M.計画 - 遠い宇宙への旅』（カルル・キリジン、新潮社） 1958年
- 『アルピニズムの基礎』（アバラーコフ、ベースボール・マガジン社） 1958年
- 『スターリン峰登頂記』（ベレーツキイ、ベースボール・マガジン社） 1959年
- 『映画論』（エイゼンシュテイン、三笠書房） 1952年